# Weißach (Bregenzer Ach)
La Weißach est une rivière allemande et autrichienne de 32 km de long qui est un affluent de la Bregenzer Ach. Elle est donc un sous-affluent du Rhin.